# Sheila MacRae
Sheila MacRae (Londen, 24 september 1921 – Englewood, 6 maart 2014) was een Britse actrice.

## Levensloop en carrière
Sheila MacRae werd geboren in 1921 in Londen. In 1939 verhuisde ze naar Long Island (New York). Ze huwde in 1941 met zanger Gordon MacRae (1921-1986), van wie ze scheidde in 1967. Ze hadden samen 4 kinderen. Haar filmcarrière startte in de jaren 50 met onder meer Backfire (1950) en Caged (1950). Ze speelde gastrollen in I Love Lucy, The Love Boat, The Man from U.N.C.L.E., General Hospital en The Jackie Gleason Show.
In 1990 en 1991 speelde ze mee in Parenthood, in 1993 stopte MacRae met acteren. Haar laatste rolletje was als Susan Wells in een aflevering van Murder, She Wrote.  
In 2014 overleed ze op 92-jarige leeftijd.
- Library of Congress Control Number: n91125681
- MusicBrainz: fea06a49-1ced-4d90-9b79-6619ca3a2dda
- Virtual International Authority File: 308180409
- WorldCat: E39PBJgHhft99m7XBdv9vFcMfq